# Costa Rei

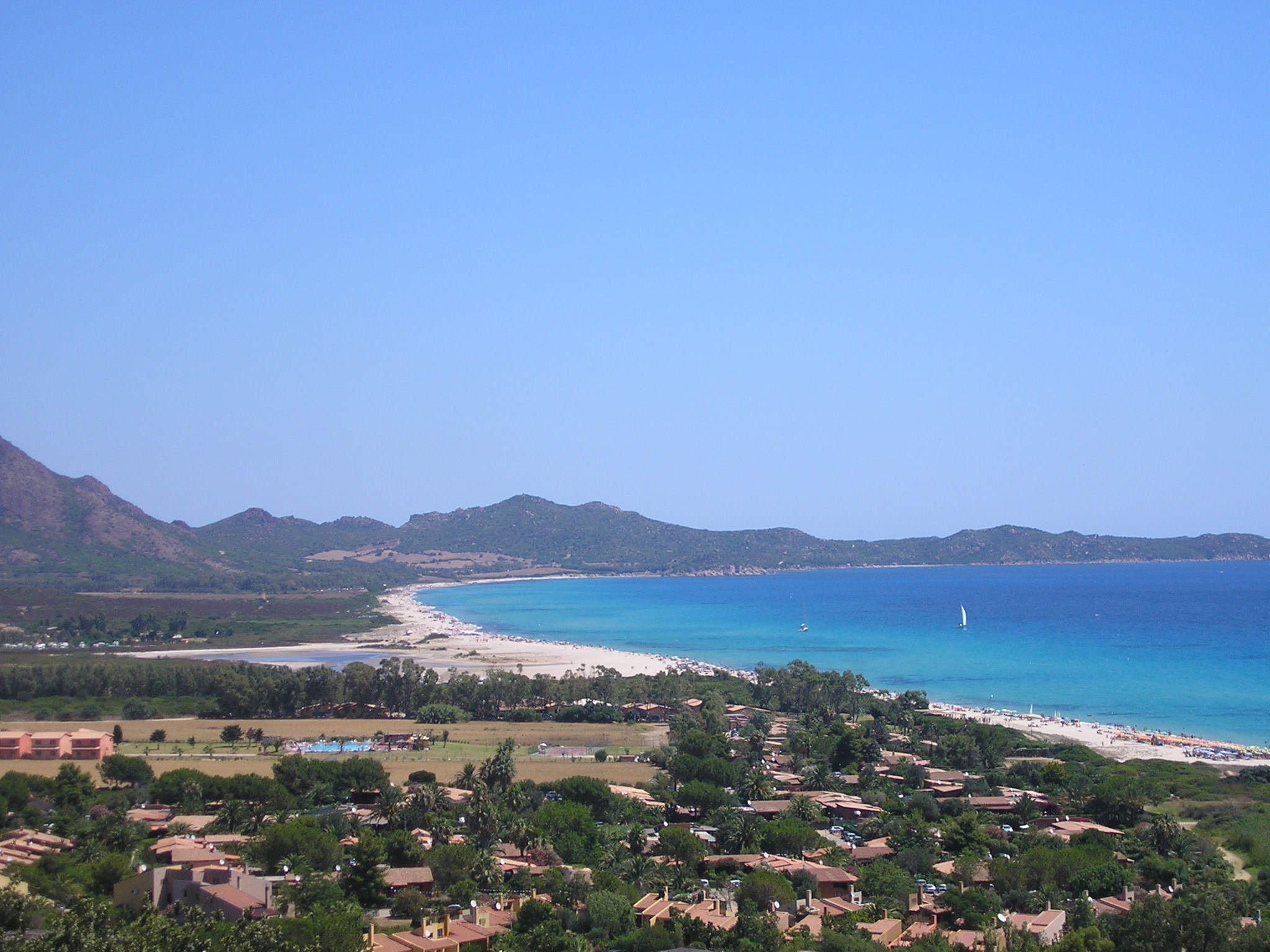
Blick auf die Costa Rei nahe der Gemeinde Muravera

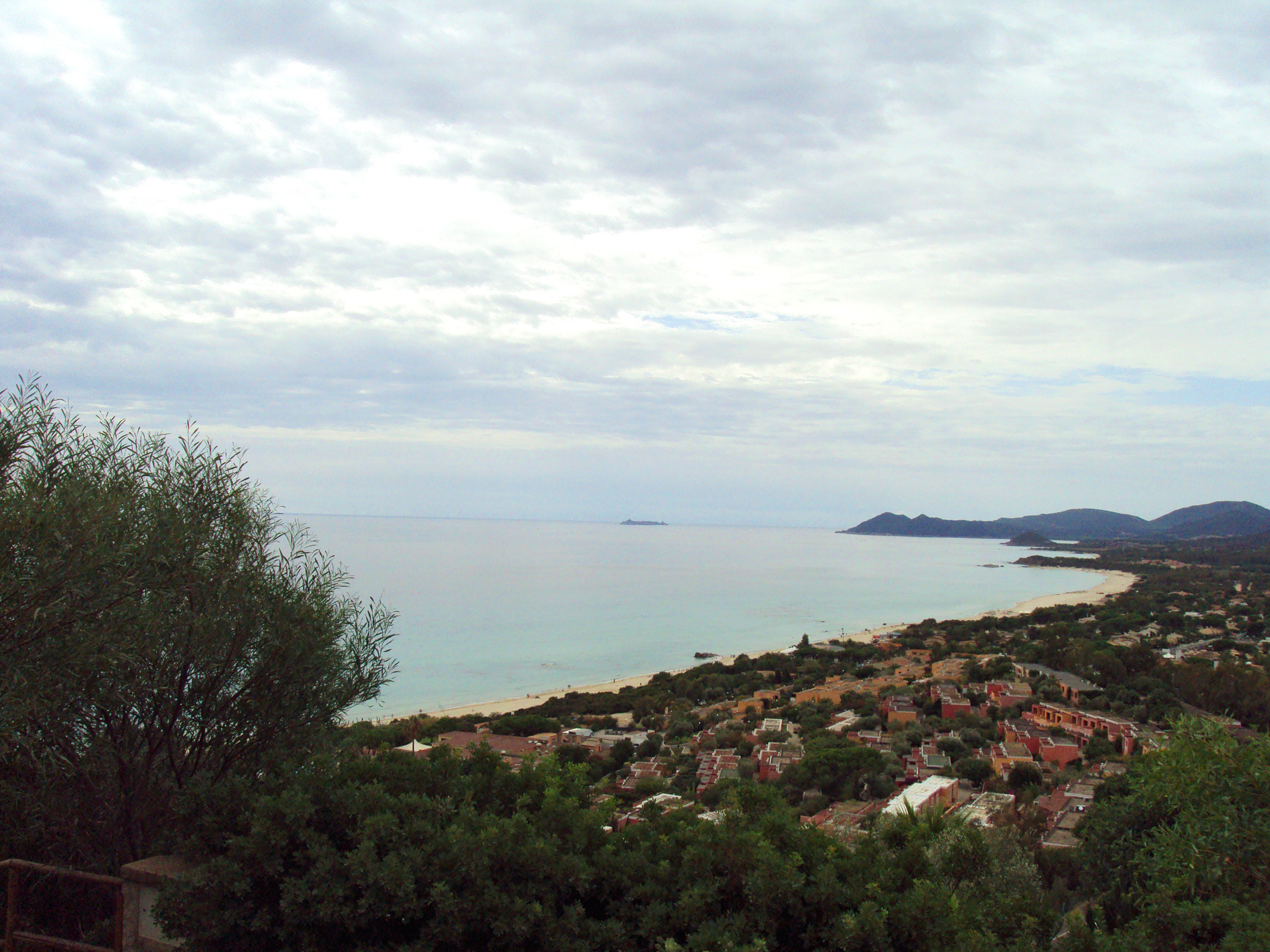
Costa Rei, gesehen von Monte Nai (Muravera) Richtung Süden.

Costa Rei bezeichnet einen Küstenabschnitt von Sardinien. Er gehört zu der Gemeinde Muravera. Der Küstenabschnitt erstreckt sich über fast zehn Kilometer an der Ostküste der Insel und liegt etwa 50 Kilometer von der Inselhauptstadt Cagliari entfernt. Die Costa Rei wird im Süden von den Felsen von Punta di Santa Giusta und im Norden vom Capo Ferrato begrenzt. Der Monte Ferru befindet sich an der Costa Rei.
In der Hauptsaison ist die Costa Rei ein beliebtes Touristenziel, das jährlich von etwa 20 000 Touristen, zum Großteil europäischer Herkunft besucht wird. Eine neue Schnellstraße verbindet den Küstenbereich mit Cagliari und sorgt so für eine bessere Erreichbarkeit. 
Weitere populäre Küstenabschnitte auf Sardinien sind die Costa Smeralda, die Costa Verde, die Costa Paradiso und die Costa del Sud. 